# Al Masmak
Nyoka Mk 2 або Al Masmak — бронетранспортер класу MRAP спільної розробки Південно-Африканської IAD та еміратської Streit Group.
Аль-Масмак є відповіддю на нові балістичні загрози і не тільки від стандартних набоїв 7,62×39 мм АК-47, але також набоїв калібру 7,62 × 54 мм снайперської гвинтівки Драгунова або боєприпасів 7,62 × 63 мм.
Аль-Масмак, в основному, призначений для використання як бронетранспортер для перевезення особового складу, але транспортний засіб може бути пристосований і для інших потреба. З максимальним корисним навантаженням 2000 кг, машина здатна виконувати роль бронетранспортера, бойової медичної машини, командного транспортного засобу і платформи для розміщення зброї калібром до 25 мм.

## Конструкція і захист
Аль-Масмак створений за стандартною для бронетранспортера схемою з переднім розташуванням двигуна. Екіпаж знаходяться в середній і задній частинах машини. Місця водія і командира розташовані у передній частині бронетранспортера. Вісім повністю озброєних бійців розташовуються у задній частині кузова, один знаходиться позаду водія, один у башті, по троє по лівій та правій сторонах корпусу, причому обличчям до бортів машини. Місця обладнані повними ременями безпеки.
Корпус Аль-Масмака являє собою моноблок, що підсилює його протимінний захист. Два великих куленепробивних передніх вікна і чотири невеликі куленепробивні вікна з бійницями з кожного боку машини забезпечують таку ж ступінь захисту, як і сталевий корпус. Десант завантажується і покидає Аль-Масмак через подвійні двері у задній частині корпусу, що відкриваються назовні. Також є один люк у задній верхній частині десантного відсіку.
Бронетранспортер 4х4 Аль-Масмак забезпечує (випробування пройшли в Південній Африці і Саудівської Аравії) рівень протимінного захисту 4А і 4В по STANAG 4569 (подвійна протитанкова міна або 14 кг тротилу під корпусом, потрійна протитанкова або 21 кг тротилу під будь-яким колесом, 50 кг тротилу на відстані 5-и метрів від транспортного засобу) і круговий балістичний захист рівня 3 за STANAG 4569 (7.62х54 мм @ 890 м/с і 7,62×63 мм @ 830 м/с). За даними розробників, бронетранспортер здатний витримати вогонь із стрілецької зброї калібром 12.7 мм.

## Озброєння
Аль-Масмак оснащений сучасною, повністю захищеною баштою, встановленою у передній верхній частині корпусу, оснащеною 12.7-мм або 7.62-мм кулеметом, включаючи денний/нічний приціл, а також 4-ма димовими гранатометами, встановленими з лівого боку башти. Автомобіль може бути також озброєний 40-мм автоматичним гранатометом або дистанційно керованою туреллю зі зброєю калібру до 25 мм. Крім того, машина має у своєму розпорядженні дванадцять бійниць для стрільби зі стрілецької зброї.

## Оснащення
Стандартна комплектація Аль-Масмак включає в себе систему кондиціонування повітря продуктивністю 48000 BTU, 2 порти витяжної вентиляції, систему центральної підкачки шин, систему супутникової навігації, радіо зв'язок, можливість нічного керування, систему пожежогасіння, сирену, буксирне пристосування і лебідку самововитягання.